# Glycera bassensis
Glycera bassensis är en ringmaskart som beskrevs av Böggemann och Fiege 200. Glycera bassensis ingår i släktet Glycera och familjen Glyceridae. Inga underarter finns listade i Catalogue of Life.